# Жан-П'єр Ф'яла
Жан-П'єр Ф'яла (фр. Jean-Pierre Fiala, нар. 22 квітня 1969, Яунде) — камерунський футболіст, що грав на позиції півзахисника, флангового півзахисника. По завершенні ігрової кар'єри — тренер.

## Клубна кар'єра
У дорослому футболі дебютував 1993 року виступами за команду «Канон Яунде», в якій провів два сезони. 
Своєю грою за цю команду привернув увагу представників тренерського штабу клубу «Лариса», до складу якого приєднався 1995 року. Відіграв за лариський клуб наступний сезон своєї ігрової кар'єри.
Згодом з 1996 по 1999 рік грав у складі команд «Персма Манадо» та «Брест».
Завершив ігрову кар'єру у команді «Авранш», за яку виступав протягом 1999—2000 років.

## Виступи за збірну
У 1993 році дебютував в офіційних матчах у складі національної збірної Камеруну.
У складі збірної був учасником чемпіонату світу 1994 року у США.
Загалом протягом кар'єри в національній команді, яка тривала 2 роки, провів у її формі 4 матчі, забивши 1 гол.

## Кар'єра тренера
Розпочав тренерську кар'єру, повернувшись до футболу після тривалої перерви, 2012 року, очоливши тренерський штаб клубу «Ренессанс Нгуму». Наразі досвід тренерської роботи обмежується цим клубом.